# 漳川郡
漳川郡，中国南北朝时设置的郡。
北周置漳川郡，属平州。由北周拥立的傀儡政权后梁管理。漳川郡为平州治，治所在当阳县（今湖北省当阳市）。辖境相当今湖北当阳市、远安县等地。隋文帝开皇七年（587年）隋朝灭后梁，漳川郡为玉州治，开皇九年（589年）废漳川郡，当阳县属荆州。